# ヨシヅヤ名古屋名西店

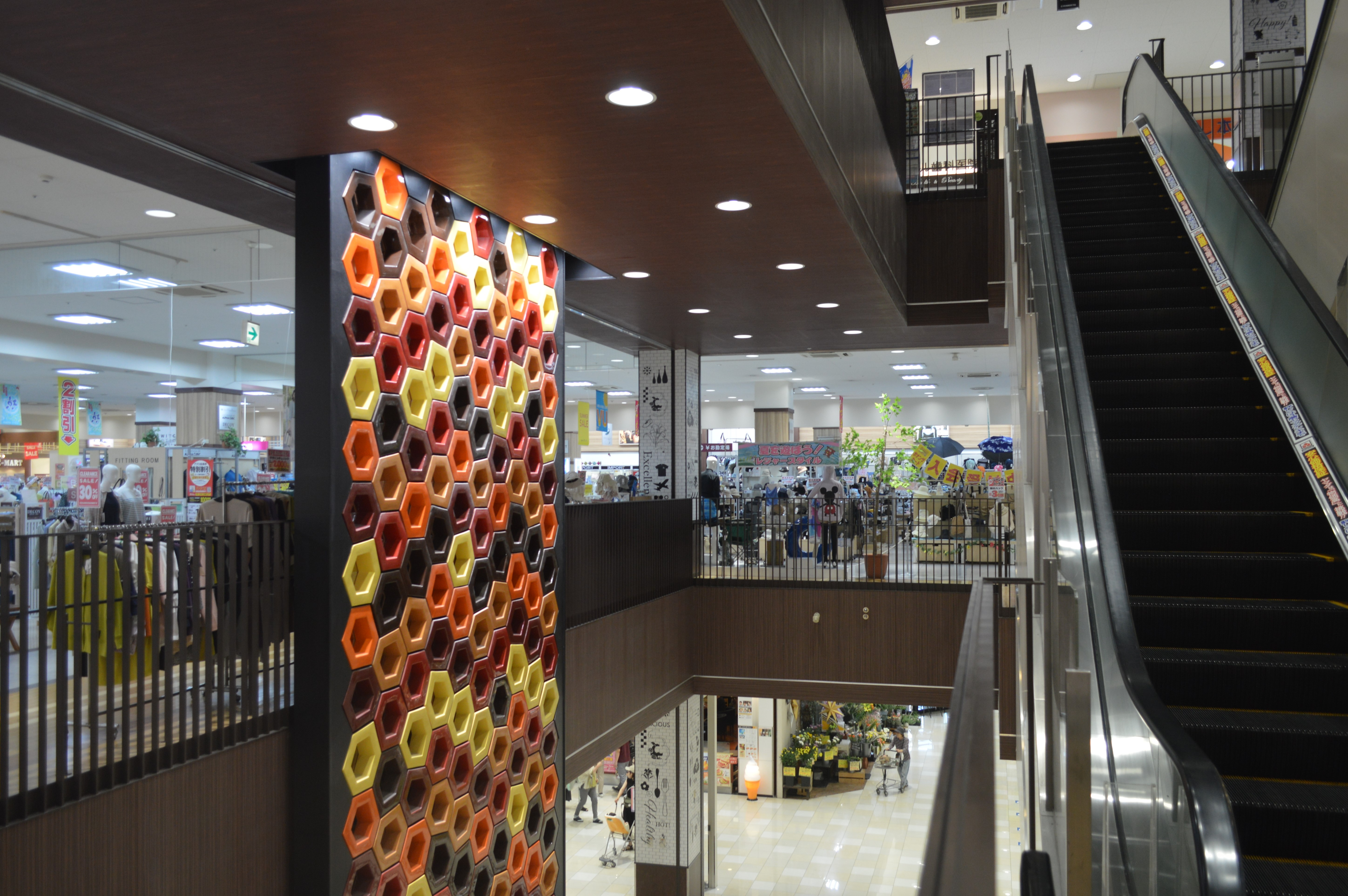
館内

ヨシヅヤ名古屋名西店（ヨシヅヤなごやめいせいてん）は、愛知県名古屋市西区名西二丁目にあるヨシヅヤを中心としたショッピングセンターである。

## 概要
国道22号線沿い、かつて東芝名古屋工場があった土地に立地する。注文した商品をトラックで自宅へ配達するネットスーパーサービスを行っている。1階の食品売場は、Yストアグランシア業態を取り入れる。
2006年（平成18年）11月11日に開業した。
2018年（平成30年）10月6日にリニューアルオープン。
2023年（令和5年）10月13日には、ケンタッキーフライドチキンが1階に開店した。名西地区は、日本におけるケンタッキーフライドチキンの1号店（1970年（昭和45年）開店 - 1971年（昭和46年）閉店）があった場所であり、ケンタッキーフライドチキンにとっては日本における発祥の地への再出店となる。店内にはその旨を示すプレートが掲示されている。

## 入居専門店一覧

### 1階
グルメ・フーズ
- 不二家
- 焼きたてパン　ベーカーシェフ
- ファーストキッチン
- スガキヤ
- ケンタッキーフライドチキン
- 天麺
- 小木曽製粉所
- 肉のスギモト
- 鮮魚専門店　魚錠
- 築地銀だこ
- 玉露軒
- ドトールコーヒーショップ
- ビアードパパ
- YUKIKO DERI
- 劉家
- 米乃家

グッズ
- マツモトキヨシ
- ママイクコ
- 翔花
- 眼鏡市場

サービス
- 名鉄クリーニング
- あーる工房
- モノ・ループ
- ワンラブ

### 2階
グッズ
- ABC-MART
- ミルフローラ
- Can★Do
- ニトリ デコホーム[10]

ファッション
- SHOO-LA-RUE
- サンローズ
- any FAM

サービス
- RAPTURE
- スタジオアリス
- カジュアルエステ爽やか

### 3階
グッズ
- ヤマダデンキテックランド[11]
- ベビーザらス[12]
- くまざわ書店

サービス
- 泰誠館
- 保険見直し本舗
- パール歯科病院

## アクセス

### 自動車
- 最寄りインター - 名古屋高速6号清須線 庄内通出入口 / 鳥見町出入口
- 国道22号

### 鉄道
- 名鉄名古屋本線 東枇杷島駅